# 兴安州 (南宋)
兴安州，中国南宋时设置的州。
宋端宗景炎二年（1277年），南宋改兴化军为兴安州，治莆田（今福建省莆田市城厢区），下辖莆田县、仙游县（今福建省仙游县）、兴化县。年底，兴安州被元朝占据。元世祖至元十五年（1278年）十月，元朝改兴安州为兴化路，属江浙行中书省管辖。